# Военный бюджет Люксембурга
Военный бюджет Люксембурга — это совокупность расходов государственного бюджета Великого герцогства Люксембург, предназначенных для содержания и обеспечения вооружённых сил Люксембурга.

## История
После урегулирования франко-прусских противоречий 1866—1867 в отношении Люксембурга, по условиям Лондонского договора 1867 года Люксембург был объявлен «вечно нейтральным» государством. В результате, после сокращения армии в 1868 году, завершения военной реформы 1881 года (с установлением постоянной численности армии мирного времени в количестве 300 человек) и неучастия страны в европейских и колониальных войнах военные расходы страны стали сравнительно невелики (в 1893 году они составляли 400 тыс. франков).
После начала первой мировой войны в ходе летнего наступления 1914 года на Западном фронте, 31 июля — 2 августа 1914 подразделения 16-й пехотной дивизии (VIII армейский корпус 4-й немецкой армии) оккупировали территорию Люксембурга и продолжили наступление. Вооружённые формирования Люксембурга были разоружены немцами и до конца войны не функционировали.
10 мая 1940 года, после начала немецкого наступления на Западном фронте территорию страны вновь оккупировали немецкие войска и военизированные формирования Люксембурга были снова разоружены немцами.
9-23 сентября 1944 наступающие войска США освободили территорию Люксембурга, 23 сентября 1944 года в страну прибыло правительство, которое 30 ноября 1944 года приняло закон о всеобщей воинской обязанности. Однако в декабре 1944 года, после начала немецкого наступления в Арденнах северные районы Люксембурга были вновь заняты немецкими войсками, которые были окончательно выбиты союзниками с территории Люксембурга в январе-феврале 1945 года. В 1945 году началось формирование новой армии Люксембурга, вооружение, автомобильную технику и иное военное имущество для которой предоставили западные союзники.
В 1948 году из конституции страны была изъята статья о нейтралитете и 17 марта 1948 года в Брюсселе Англия, Бельгия, Голландия, Франция и Люксембург подписали соглашение о коллективной безопасности и военной помощи (Brussels Treaty), в результате которого был создан Западный союз - первый в послевоенной Европе военно-политический блок закрытого типа.
4 апреля 1949 года Люксембург вступил в НАТО, с этого времени военные расходы страны координируются с другими странами НАТО. Кроме того, Люксембург обязан осуществлять тыловое обеспечение войск НАТО на территории страны "в мирное и военное время, кризисный период, а также в условиях чрезвычайных ситуаций". 
В 1970е годы совместными усилиями военной промышленности стран НАТО была создана (и в 1974 году - введена в эксплуатацию) автоматизированная система ПВО "Нейдж" общей стоимостью 308 млн. долларов США (в финансировании которой участвовал Люксембург - оплативший 0,17% расходов).
В конце 1971 года на заседании Еврогруппы десять западноевропейских стран НАТО (в том числе, Люксембург) приняли решение увеличить свои военные расходы более чем на 1 млрд. долларов США. В результате, в 1972 году военные расходы всех десяти стран были увеличены. Топливно-энергетический кризис 1973 года осложнил положение в экономике страны - в результате, в 1975 году военные расходы увеличились до 723 млн. франков (то есть, до 63 долларов США на душу населения - по этому показателю Люксембург занял тринадцатое место из 14 стран НАТО). В 1976 году военные расходы были увеличены почти на 13% по сравнению с 1975 годом - до 816 млн. франков.
В 1980 году Люксембург исполнил решение НАТО о увеличении на 3 % военного бюджета государств — участников блока НАТО, военные расходы страны были увеличены.
В 1988 и 1989 годы военные расходы Люксембурга составляли 1,3 % ВНП.
В 1990-е годы имело место некоторое снижение военных расходов, однако после терактов 11 сентября 2001 года по требованию США военные расходы всех стран НАТО (в том числе, Люксембурга) были вновь увеличены.
В период с 31 марта 2003 до 15 декабря 2003 года Люксембург участвовал в военной миссии ЕС "Конкордия" на территории Македонии.
В 2013-2022 гг. Люксембург участвовал в миссии ЕС в Мали.
После начала весной 2014 года боевых действий на востоке Украины на саммите НАТО в Уэльсе в сентябре 2014 года было принято решение о увеличении военных расходов всех стран НАТО до 2% ВВП. Так как и в 2019 году большинством стран НАТО (в том числе, Люксембургом) этот показатель не был достигнут, в выступлении генерального секретаря НАТО Й. Столтенберга на пресс-конференции в Лондоне 4 декабря 2019 года были озвучены уточнённые показатели - "к 2024 году мы ожидаем, что как минимум 15 членов будут тратить 2% ВВП или больше на оборонные нужды".
Начавшаяся в 2020 году эпидемия коронавируса COVID-19 вызвала экономический кризис в странах Евросоюза и привела к сокращению военных расходов. Решение о увеличении военных расходов страны до 2% ВВП в 2020 году осталось не выполненным, при этом затраты на научно-исследовательские и опытно-конструкторские работы, а также на приобретение вооружения и военной техники у Люксембурга сократились - с 49,7% военных расходов в 2019 году до 37,5% военных расходов в 2020 году.
В 2021 году правительство Люксембурга выделило 367 млн. евро на модернизацию парка бронетехники. В период до 2025 года запланировано закупить 80 легкобронированных автомобилей.
28 февраля 2022 правительство Люксембурга отправило на Украину военную помощь из складских запасов вооружённых сил страны (20 пулемётов M2HB, 102 противотанковых гранатомёта NLAW, 20 тыс. патронов, несколько джипов и 15 армейских палаток).
25 октября 2022 года было объявлено о намерении закупить у французской компании "Thales" 80 вооруженных бронемашин управления, связи и разведки CLRV на базе бронеавтомобиля Eagle-5, предназначенных для замены в войсках устаревших бронированных внедорожников HMMWV M1114 производства США.
22 июня 2025 года перед началом саммита НАТО в Гааге (22-25 июня 2025) было объявлено о предварительной договорённости повысить минимальный уровень военных расходов для всех стран НАТО до 5% ВВП к 2035 году.

## Динамика военных расходов
- 1949 год - 112 млн. франков[21]
- 1970 год - 416 млн. франков[21]
- 1975 год - 723 млн. франков[9]
- 1976 год - 816 млн. франков[9]
- 1977 год - 895 млн. франков[21]
- 1980 год — 1,534 млрд. франков[22]
- 1981 год — 1,727 млрд. франков[22]
- 2003 год - 229 млн. долларов[23]
- 2004 год - 256 млн. долларов[24]
- 2010 год - 556 млн. долларов[25]
- 2015 год - 249 млн. долларов[4]
- 2016 год - 236 млн. долларов[4]
- 2017 год - 325 млн. долларов[4]
- 2018 год - 373 млн. долларов[4]
- 2019 год - 391 млн. долларов[4]
- 2020 год - 422 млн. долларов[15]
- 2021 год - 474 млн. долларов[26]